# Canalete
Canalete là một khu tự quản thuộc tỉnh Córdoba, Colombia. Thủ phủ của khu tự quản Canalete đóng tại Canalete Khu tự quản Canalete có diện tích 394 ki lô mét vuông. Đến thời điểm ngày 28 tháng 5 năm 2005, khu tự quản Canalete có dân số 11829 người.